# Michelle Pye
Michelle Pye (1978. szeptember 27. –) kanadai nemzetközi labdarúgó-játékvezető. Polgári foglalkozása középiskolai tanár.

## Pályafutása
Játékvezetésből 1997-ben vizsgázott. A WFA Játékvezető Bizottságának (JB) minősítésével a Liga II, majd a Liga I játékvezetője. Küldési gyakorlat szerint rendszeres tartalék, 4. játékvezetői tevékenységet is végez. 2012-től a W-League Championship játékvezetője. A W-League az Egyesült Államokban és Kanadában a legmagasabb szintű női labdarúgó bajnokság.
A Kanadai labdarúgó-szövetség JB terjesztette fel nemzetközi játékvezetőnek, a Nemzetközi Labdarúgó-szövetség (FIFA) 2007-től tartja nyilván női bírói keretében. A FIFA JB központi nyelvei közül a angolt beszéli. Több nemzetek közötti válogatott (Labdarúgó-világbajnokság, Olimpiai játékok, Algarve-kupa), valamint klubmérkőzést vezetett, vagy működő társának 4. bíróként illetve alapvonalbíróként segített. 2012-ben Németországban rendezték a világ női katonai labdarúgó-tornáját (CISM), ahol csoportmérkőzéseket és a döntőt irányította.
A 2008-as U17-es női labdarúgó-világbajnokságon és a 2010-es U17-es női labdarúgó-világbajnokságon a FIFA JB bíróként foglalkoztatta.
| Időpont              | Helyszín                                      | Mérkőzés típusa              | Mérkőzés                                                                           | Eredmény | Nézők száma |
| -------------------- | --------------------------------------------- | ---------------------------- | ---------------------------------------------------------------------------------- | -------- | ----------- |
| 2008. november 4.    | Waikato Stadion, Hamilton                     | csoportmérkőzés (B. csoport) | Németország–Észak-Korea                                                            | 1 – 1    |             |
| 2008. október 30.    | Városi Stadion, Wellington                    | csoportmérkőzés (D. csoport) | Brazília–Anglia                                                                    | 0 – 3    | 10 795      |
| 2008. november 13.   | Queen Elizabeth II Park Stadion, Christchurch | egyik elődöntő               | Észak-koreai U17-es női labdarúgó-válogatott–Angol U17-es női labdarúgó-válogatott | 2 – 1    |             |
| 2010. szeptember 8.  | Dwight Yorke Stadion, Scarborough             | csoportmérkőzés (B. csoport) | Német U17-es női labdarúgó-válogatott–Dél-afrikai Köztársaság                      | 10 – 1   | 1830        |
| 2012. szeptember 12. | Larry Gomes Stadion, Arima                    | csoportmérkőzés (A. csoport) | Chile–Nigéria                                                                      | 0 – 5    | 2335        |
| 2012. szeptember 17. | Larry Gomes Stadion, Couva                    | egyik negyeddöntő            | Írország–Japán                                                                     | 1 – 2    | 1427        |

A 2015-ös női labdarúgó-világbajnokságon a FIFA JB bíróként foglalkoztatta. A FIFA JB 2015 márciusában nyilvánosságra hozta annak a 29 játékvezetőnek (22 közreműködő valamint 7 tartalék, illetve 4. bíró) és 44 asszisztensnek a nevét, akik közreműködhetnek a kanadai női labdarúgó-világbajnokságon. A kijelölt játékvezetők és asszisztensek 2015. június 26-án Zürichben, majd két héttel a világtorna előtt Vancouverben vettek rész továbbképzésen, egyben végrehajtják a szokásos elméleti és fizikai Cooper-tesztet. A tornán 4. bíróként (tartalék) kapott feladatot.
Az első 2010. évi nyári ifjúsági olimpiai játékokon a FIFA JB bírói szolgálatra alkalmazta.
| Időpont             | Helyszín                       | Mérkőzés típusa              | Mérkőzés                                                                       | Eredmény | Nézők száma |
| ------------------- | ------------------------------ | ---------------------------- | ------------------------------------------------------------------------------ | -------- | ----------- |
| 2010. augusztus 12. | Jalan Besar Stadion, Szingapúr | csoportmérkőzés (A. csoport) | Törökország–Irán                                                               | 4 – 2    | 2493        |
| 2010. augusztus 24. | Jalan Besar Stadion, Szingapúr | bronzmérkőzés                | Törökország az ifjúsági olimpiai játékokon–Irán az ifjúsági olimpiai játékokon | 3 – 0    | 1970        |

A 2010-es Algarve-kupa labdarúgó tornán a FIFA JB játékvezetőként vette igénybe szolgálatát. 
| Időpont           | Helyszín                              | Mérkőzés típusa              | Mérkőzés                             | Eredmény |
| ----------------- | ------------------------------------- | ---------------------------- | ------------------------------------ | -------- |
| 2010. február 24. | Desportivo Belavista Stadion, Parchal | csoportmérkőzés (A. csoport) | Német női labdarúgó-válogatott–Dánia | 4 – 0    |
| 2010. március 3.  | Városi Stadion, Albufeira             | bronzmérkőzés                | Kína–Svédország                      | 0 – 2    |